# Mosquero
Mosquero ist ein Village auf der Grenze von Harding und San Miguel County im US-Bundesstaat New Mexico. Zum Zeitpunkt des United States Census 2010 hatte der Ort 93 Einwohner. nach 120 Einwohnern im Jahr 2000. Mosquero ist County Seat des Harding Countys; nur ein kleiner Teil des Ortes erstreckt sich ins San Miguel County.

## Geographie
Mosqueros geographische Koordinaten lauten 35° 47′ N, 103° 57′ W (35.776293, -103.957133). Die New Mexico State Road 39 führt durch die Ortschaft. In südwestlicher Richtung erreicht sie nach 80 km Logan und in nordwestlicher Richtung nach 129 km Roy.
Nach den Angaben des United States Census Bureau hat das Village eine Gesamtfläche von 2,6 km2, alles davon ist Land.

## Demographie
Zum Zeitpunkt des United States Census 2000 bewohnten Mosquero 120 Personen. Die Bevölkerungsdichte betrug 46,51 Personen pro km². Es gab 60 Wohneinheiten, durchschnittlich 33,5 pro km². Die Bevölkerung in Trampas bestand zu 70,0 % aus Weißen, 0 % Schwarzen oder African American, 0 % Native American, 0 % Asian, 0 % Pacific Islander, 25,83 % gaben an, anderen Rassen anzugehören und 4,17 % nannten zwei oder mehr Rassen. 77,50 % der Bevölkerung erklärten, Hispanos oder Latinos jeglicher Rasse zu sein.
Die Bewohner Mosqueros verteilten sich auf 60 Haushalte, von denen in 16,7 % Kinder unter 18 Jahren lebten. 45,0 % der Haushalte stellten Verheiratete, 8,3 % hatten einen weiblichen Haushaltsvorstand ohne Ehemann und 45,0 % bildeten keine Familien. 41,7 % der Haushalte bestanden aus Einzelpersonen und in 23,3 % aller Haushalte lebte jemand im Alter von 65 Jahren oder mehr alleine. Die durchschnittliche Haushaltsgröße betrug 2,0 und die durchschnittliche Familiengröße 2,8 Personen.
Die Bevölkerung verteilte sich auf 17,5 % Minderjährige, 4,2 % 18–24-Jährige, 20,0 % 25–44-Jährige, 31,7 % 45–64-Jährige und 26,7 % im Alter von 65 Jahren oder mehr. Der Median des Alters betrug 51 Jahre. Auf jeweils 100 Frauen entfielen 114,3 Männer. Bei den über 18-Jährigen entfielen auf 100 Frauen 110,6 Männer.

Das mittlere Haushaltseinkommen in Mosqueros betrug 25.000 US-Dollar und das mittlere Familieneinkommen erreichte die Höhe von 32.917 US-Dollar. Das Durchschnittseinkommen der Männer betrug 19.167 US-Dollar, gegenüber 16.250 US-Dollar bei den Frauen. Das Pro-Kopf-Einkommen belief sich auf 11.915 US-Dollar. 21,6 % der Bevölkerung und 14,6 % der Familien hatten ein Einkommen unterhalb der Armutsgrenze, davon waren 41,4 % der Minderjährigen und 22,2 % der Altersgruppe 65 Jahre und mehr betroffen.

## Personen
- Donald Enlow (1927–2014), Zahnmediziner

## Belege
1. 1 2  Geographic Identifiers: 2010 Census Summary File 1 (G001): Mosquero village New Mexico. In: American Factfinder. U.S. Census Bureau, archiviert vom Original am 13. Februar 2020; abgerufen am 24. August 2017 (englisch).
2. ↑  Find a County. National Association of Counties, abgerufen am 7. Juni 2011 (englisch).
3. ↑  US Gazetteer files: 2010, 2000, and 1990. United States Census Bureau, 12. Februar 2011, abgerufen am 23. April 2011 (englisch).
4. ↑  Population and Housing Unit Estimates. United States Census Bureau, 24. Mai 2020, abgerufen am 27. Mai 2020 (englisch).
5. ↑  Census of Population and Housing. Census.gov, abgerufen am 4. Juni 2015 (englisch).